# Penajóia
Penajóia is een plaats (freguesia) in de Portugese gemeente Lamego en telt 1250 inwoners (2001).